# أيمن نور
أيمن نور (5 ديسمبر 1964) هو سياسي مصري ذو توجه ليبرالي. هو عضو سابق في حزب الوفد ونائب سابق بمجلس الشعب ومؤسس حزب الغد ومن بعده حزب غد الثورة. نافس محمد حسني مبارك في انتخابات الرئاسة المصرية 2005 والتي حل فيها ثانيًا طبقا للأرقام الرسمية. اُعتُقل بعد الانتخابات الرئاسية بأيام لمدة أربع سنوات ونصف.
ترشّح عن حزب غد الثورة لانتخابات الرئاسة المصرية 2012. وتم إستبعاده من الانتخابات مع عدد من المرشحين.

## النشأة
ولد أيمن نور بمدينة الإسكندرية وهو من عائلة معروفة تسمى عائلة نور وهم من وجهاء هذه المدينة. وقد كان والده عبد العزيز نور محاميا معروفا ونائبا عن حزب الوفد. تدرج في مراحل التعليم حتى تخرج في كلية الحقوق.
عمل أيمن نور بالمحاماة والصحافة في آن واحد بعد قرار المحكمة الدستورية بالجمع بين نقابتين وهو نائب بمجلس الشعب، دائرة باب الشعرية[ ؟ ]. دخل أيمن نور كلية الحقوق بناء على رغبة أسرته لأن والده وجده كانا محاميين ثم بعد تخرجه حصل على الدكتوراه في القانون.
جاءت بداية عمله بالسياسة مبكرة فقد كان والده نائبا من نواب بمجلس الشعب[ ؟ ] لذلك شارك أيمن نور في إدارة الحملات الانتخابية لوالده وبعد ذلك ترأسه لاتحاد طلاب الجمهورية ثم انضمامه إلى حزب الوفد والذي أصبح بعد وقت قليل من أنشط كوادره.

## تأسيس حزب الغد
كان أيمن نور من أقرب أعضاء حزب الوفد إلى محمد فؤاد سراج الدين الرئيس السابق للحزب إلا أنه بعد تولّي الدكتور نعمان جمعة لرئاسة الحزب نشأت خلافات بين الطرفين في طريقة العمل داخل الحزب انسحب على أثرها أيمن نور من الحزب.
انضم بعد ذلك أيمن نور لحزب مصر وهو امتداد للوسط[ ؟ ] على اعتبار أن نور وسطي ليبرالي وتم انتخابه رئيسا للحزب في مؤتمر عام 2001 ثم بدأ نور بعد ذلك في تأسيس حزب جديد هو حزب الغد الذي أصبح نور رئيساً وزعيما له وأضحى من أقوى الأحزاب المعارضة داخل البرلمان المصري. استمر أيمن نور يمارس عمله في المحاماة لمدة طويلة وجمع بينها وبين نشاطه السياسي لأنه، على حد قوله، اعتبر نفسه محامياً للشعب ومن ثم، فالمهنتين السياسي والمحامي تعدان مهنة واحدة.[بحاجة لمصدر]

## انتخابات الرئاسة المصرية 2005
بصفته رئيس حزب الغد الليبرالي، خاض أيمن نور انتخابات الرئاسة المصرية 2005، وهي أول انتخابات تجرى بواسطة الاقتراع المباشر وجاء في المركز الثاني في النتائج النهائية للانتخابات. اتهم بتزوير توكيلات تأسيس حزب الغد له حيث تم حبسه، ونادى كثير من الناشطين السياسيين والحقوقيين بالإفراج عنه. وقد حُكم عليه بالسجن لمدة 5 سنوات في محاكمات وصفها البعض بالسريعة والمثيرة للجدل، وبذلك يكون فقد حقه في الترشح للانتخابات الرئاسية التي تجرى في عام 2011. وقد تم الإفراج عنه في يوم 18 فبراير 2009 صباحا وذلك لأسباب صحية لما يعانيه من مرض السكر والضغط. يقول الكثير من المراقبين أن قضية التزوير ملفقة لأغراض سياسية، كما حدث مع سعد الدين إبراهيم، لكن النظام الحاكم والحكومة المصرية تصرّان على كونها غير سياسية.

## اعتقاله والإفراج عنه
اعتقل نور أكثر من مرة في بداية الثمانينات وقبل التخرج عمل نور بالصحافة لعدة سنوات وأصبح عضوا بنقابة الصحفيين وكان نائب رئيس تحرير جريدة الوفد لسنوات طويلة.
سُجن لمدة 6 أسابيع بتهمة تزوير توقيعات في الأوراق الرسمية التي مكنته من الحصول على ترخيص لتأسيس حزبه، وأُفرج عنه في أبريل 2005 بعد أن تمّ دفع كفالة مالية بلغت 10 آلاف جنيه مصري.
أعلن النائب العام المصري في 18 فبراير 2009 الإفراج عن السياسي أيمن نور لأسباب صحية، وكان نور قد أدلى بتصريحات في أكتوبر عام 2008 من داخل سجنه لوكالة الأنباء الألمانية، قال فيها إن قرارا وصفه بأنه «مفاجأة» سيصدر بشأنه من المحكمة الجنائية الدولية في لاهاي، مشددا على أنه سيخرج من السجن بقوة القانون في يوليو 2009 ولن يترك الساحة السياسية.
وأضاف أن المدعي العام للمحكمة الدولية لويس مورينو أوكامبو تقدم ببلاغ في 15 أغسطس الماضي ضد مسئولين مصريين على خلفية سجنه، مشيرا إلى أن عدم تصديق مصر على اتفاقية المحكمة الجنائية الدولية لا يمنع المحكمة من استدعاء وتوجيه الاتهامات إلى أي من المسئولين المصريين مثلما حدث مؤخرا في حالة الرئيس السوداني عمر البشير. وتابع «خروجي بقوة القانون وليس العفو في أول يوليو عام 2009 وهو إفراج بقوة القانون وفقا لنص المادة 52 من القانون رقم 396 لسنة 1956».
وقد قبلت محكمة النقض المصرية طعنه على الحكم بمايو 2011 تمهيدا لإعادة محاكمته.

## رؤيته السياسية
بالنسبة لما يتردد عن استقوائه بالخارج لتحقيق طموحاته السياسية، نفي نور بشدة هذا الأمر، مشيرا إلى أنه ليس رجل أمريكا وليس لديه علم عن تدخلها لإطلاق سراحه، أما فيما يتعلق بالرسالة التي تردد أنه بعث بها لأوباما قبل فوزه بانتخابات الرئاسة الأمريكية، أوضح نور أنها لم تكن رسالة لأوباما وإنما كانت مقالة أرسلها لإحدي الصحف الأمريكية بعنوان «رسالة لأوباما» وطالب خلالها بنشر العدالة في ربوع العالم وبالإسراع بحل القضية الفلسطينية باعتبارها حسب وصفه القضية التي تستخدمها الأنظمة في العالم العربي لتبرير استمرار قمع الحريات ورفض الديمقراطية.

## البرلمان الشعبي
كان أيمن نور من الداعين لمقاطعة انتخابات مجلس الشعب في 2010 ودعا لقيام برلمان موازي تحت مظلة الجمعية الوطنية للتغيير وكفاية، وقدم مشروع لائحة للبرلمان الموازي الذي تغير اسمه إلى البرلمان الشعبي كحل وسط إرضاء للإخوان.[بحاجة لمصدر]

## انتخابات الرئاسة المصرية 2012
أعلن أيمن نور في 6 إبريل 2012 أنه قد أصبح مرشحاً رسمياً في سباق الانتخابات الرئاسية 2012، حيث قال في مساء ذلك اليوم فور خروجه من مقر اللجنة العليا لانتخابات الرئاسة عن حصوله على خطاب يفيد بأنه المرشح الـ 15 للرئاسة، قائلاً:
| أيمن نور | أوراقي والتوكيلات سليمة.. ولا صحة لما تردد عن عدم تمكني من المنافسة، لعدم إدراج اسمي في كشوف الناخبين"، "موقفي القانوني سليم، وسيتم النظر في الطعن الذي تقدمت به أمام القضاء الإداري غداً | أيمن نور |

ولكن أعلنت لجنة الانتخابات الرئاسية في مساء يوم السبت 14 إبريل استبعاده من الانتخابات حيث قالت أنه حصل على عفو شامل من المجلس العسكري عن عقوباته التكميلية المتمثلة في حرمانه من مباشرة حقوقه السياسية، لكنه لم يحصل على حكم من محكمة الجنايات برد الاعتبار في قضية تزوير توكيلات حزب الغد، لعدم انقضاء 6 سنوات بعد صدور الحكم عليه.

## حياته الخاصة
تزوج أيمن نور وعمره 22 عاماً من المذيعة التلفزيونية جميلة إسماعيل وله طفلين هما نور وشادي ثم انفصلا في 30 سبتمبر 2010.
وفي عام 2013 اعلن زواجه من المذيعة دعاء حسن التي تعمل بقناة الشرق.

### اتهام ابنه
اُتهم ابنه شادي أيمن نور، بأغتصاب فتاة بفندق الفيرمونت المعروفة إعلامياً بقضية اغتصاب فتاة فيرمونت.

## وصلات خارجية
- موقع الدكتور أيمن نور
- هيومان رايتس ووتش مصر، مقالة عن محاكمة أيمن نور.
- موقع حزب الغد الليبرالي